# Maria Carme Dalmau i Dalmau
Maria Carme Dalmau i Dalmau (Barcelona, 1930) és una editora catalana.
Ha estat una de les dones pioneres en l'edició a Catalunya. L'any 1945 va començar a treballar a la Llibreria Dalmau i l'any següent a l'Editorial Dalmau i Jover. El 1959, va posar en marxa juntament amb el seu pare, Rafael Dalmau i Ferreres, l'editorial Rafael Dalmau, una de les cases editorials amb una trajectòria més dilatada a casa nostra. Entre les seves edicions destaca la mítica col·lecció ‘Episodis de la història’, que encara edita en l'actualitat. i obres enciclopèdiques com Els castells catalans. Fruit de la unió amb el fotògraf i historiador Pere Català i Roca el 1961, van ser els seus dos fills Anna Català i Dalmau (1965-2009) i l'historiador i editor Rafael Català i Dalmau (1962), successor en la responsabilitat de l'editorial Rafael Dalmau.
És l'única dona que el 1978 va signar el manifest fundacional de l'Associació d'Editors en Llengua Catalana.
El 2021 va rebre el Premi Nacional de Cultura per la seva trajectòria al capdavant de l'editorial fundada amb el seu pare.